# Petrus Cariry
Petrus Cariry (Fortaleza, 28 de dezembro de 1977) é um cineasta brasileiro. Tendo trabalhado como diretor, roteirista, editor e diretor de fotografia no cinema, é considerado um dos mais produtivos e criativos cineastas contemporâneos do cinema brasileiro. Petrus Cariry é ganhador de diversos prêmios, incluindo o "Prêmio Gran Paoa" de Melhor Filme por O Grão (2007) no Festival Internacional de Cinema de Viña del Mar, Prêmio de Melhor Filme por Mãe e Filha (2011) no Festival Internacional de Cinema do Uruguay, um Prêmio Guarani de Cinema Brasileiro pelo roteiro-adaptado de O Barco (2018), dois prêmios no Festival do Rio, Prêmio de Melhor Direção por A Praia do Fim do Mundo (2021) no Festival Internacional de Cinema de Zabaikalsky, além de catorze prêmios do Festival Cine Ceará e de ter recebido duas indicações para o Troféu Grande Otelo no Grande Prêmio do Cinema Brasileiro.

## Biografia
Nascido em 28 de dezembro de 1977 em Fortaleza, no Ceará, Petrus Cariry atua como cineasta, roteirista, editor e diretor de fotografia. Ele é um símbolo do processo de regionalização da produção cinematográfica, tendo filmado toda a sua obra, que é altamente autoral, no estado do Ceará. Seu estilo é sensível e exploratório, abordando temas contemporâneos e usando referências culturais amplas. Em 2002, ele fez sua estreia na direção com o curta-metragem intitulado A Ordem dos Penitentes (2002). Ele tem em seu currículo a direção de diversos curtas-metragens, dentre os quais se destacam Dos Restos e das Solidões (2006), este último premiado em conceituados festivais nacionais. Além disso, A Velha e o Mar (2005) foi selecionado para importantes festivais internacionais, como o Festival de Havana.
Seu primeiro longa-metragem, O Grão, foi lançado em 2007. Seu segundo filme, Mãe e Filha (2011), foi o grande vencedor do 21º Festival Cine Ceará, levando os prêmios de Melhor Filme, Melhor Som, Melhor roteiro e Prêmio da Crítica, além de receber Menção Honrosa e o Prêmio de Melhor Fotografia no Festival do Rio em 2011. Em diversas de suas obras, é comum que ele colabore com seu pai, o renomado cineasta Rosemberg Cariry. Juntos, eles lançaram obras notáveis, como O Grão (2007) e Mãe e Filha (2011), os quais foram dirigidos por Petrus e escritos em colaboração com o seu pai e com o cineasta Firmino Holanda. Ademais, em Os Pobres Diabos (2013), embora Rosemberg tenha sido o diretor, Petrus assumiu a responsabilidade pela cinematografia do filme. A chamada "Trilogia da Morte" foi iniciada com o lançamento do filme O Grão (2007), seguido por Mãe e Filha (2011) e Clarisse ou Alguma Coisa Sobre Nós Dois (2015), os quais juntos acumularam mais de 100 prêmios em festivais de cinema no Brasil e no exterior. Em 2018, Petrus Cariry lançou seu primeiro longa-metragem após a trilogia da morte, intitulado O Barco (2018) . Em 2019, em parceria com Firmino Holanda, dirigiu o documentário A Jangada de Welles (2019), que conta a história da passagem do cineasta Orson Welles pelo Brasil em 1941 enquanto filmava imagens para o épico It's All True.
Mais Pesado É o Céu (2023), estrelado por Matheus Nachtergaele e Ana Luiza Rios, é o seu sétimo longa-metragem que estreará na mostra competitiva de longas do 51º Festival de Cinema de Gramado.

## Filmografia
| Ano  | Título                             | Direção | Roteiro | Edição | Fotografia | Produção | Tipo           |
| ---- | ---------------------------------- | ------- | ------- | ------ | ---------- | -------- | -------------- |
| 2002 | A Ordem dos Penitentes             | Sim     | Sim     | Sim    | Não        | Sim      | Curta-metragem |
| 2005 | A Velha e o Mar                    | Sim     | Sim     | Sim    | Sim        | Sim      | Curta-metragem |
| 2006 | Dos Restos e Das Solidões          | Sim     | Sim     | Sim    | Sim        | Sim      | Curta-metragem |
| 2007 | O Grão                             | Sim     | Sim     | Sim    | Não        | Sim      | Longa-metragem |
| 2009 | A Montanha Mágica                  | Sim     | Sim     | Sim    | Não        | Sim      | Curta-metragem |
| 2010 | O Som do Tempo                     | Sim     | Sim     | Sim    | Sim        | Sim      | Curta-metragem |
| 2011 | Mãe e Filha                        | Sim     | Sim     | Sim    | Sim        | Sim      | Longa-metragem |
| 2013 | Os Pobres Diabos                   | Não     | Não     | Sim    | Sim        | Sim      | Longa-metragem |
| 2015 | Clarisse ou Alguma Coisa Sobre Nós | Sim     | Sim     | Sim    | Sim        | Sim      | Longa-metragem |
| 2018 | O Barco                            | Sim     | Sim     | Sim    | Sim        | Não      | Longa-metragem |
| 2019 | Currais                            | Não     | Não     | Não    | Sim        | Não      | Longa-metragem |
| 2019 | Marie                              | Não     | Não     | Não    | Sim        | Não      | Curta-metragem |
| 2019 | Notícias do Fim do Mundo           | Não     | Não     | Não    | Sim        | Não      | Longa-metragem |
| 2019 | A Jangada de Welles                | Sim     | Sim     | Sim    | Sim        | Não      | Documentário   |
| 2020 | Os Escravos de Jó                  | Não     | Não     | Sim    | Sim        | Não      | Longa-metragem |
| 2021 | Foi um Tempo de Poesia             | Sim     | Sim     | Sim    | Não        | Não      | Curta-metragem |
| 2021 | Pequenos Guerreiros                | Não     | Não     | Sim    | Sim        | Não      | Longa-metragem |
| 2021 | A Praia do Fim do Mundo            | Sim     | Sim     | Sim    | Sim        | Não      | Longa-metragem |
| 2023 | Mais Pesado É o Céu                | Sim     | Sim     | Sim    | Sim        | Não      | Longa-metragem |

## Prêmios e indicações
| Ano  | Associações                                                   | Categoria                                     | Nomeações                          | Resultado |
| ---- | ------------------------------------------------------------- | --------------------------------------------- | ---------------------------------- | --------- |
| 2002 | Cine Ceará                                                    | Melhor Produção Cearense                      | A Ordem dos Penitentes             | Venceu    |
| 2006 | Festival de Gramado                                           | Melhor Filme Curta-metragem                   | Dos Restos e Das Solidões          | Indicado  |
| 2006 | Cine Ceará                                                    | Melhor Filme de Curta-metragem Cearense       | Dos Restos e Das Solidões          | Venceu    |
| 2006 | Cine Ceará                                                    | Prêmio do Canal Brasil                        | Dos Restos e Das Solidões          | Venceu    |
| 2007 | Grande Prêmio do Cinema Brasileiro                            | Melhor Curta-Metragem Documentário            | Dos Restos e Das Solidões          | Indicado  |
| 2008 | Cine Ceará                                                    | Melhor Filme                                  | O Grão                             | Indicado  |
| 2008 | Cine Ceará                                                    | Melhor Produção com Temática Nordestina       | O Grão                             | Venceu    |
| 2008 | Cine Ceará                                                    | Melhor Produção Cearense                      | O Grão                             | Venceu    |
| 2008 | Festival de Cinema e Vídeo de Cuiabá                          | Melhor Filme                                  | O Grão                             | Indicado  |
| 2008 | Festival de Gramado                                           | Melhor Filme - Mostra Panorâmica              | O Grão                             | Indicado  |
| 2009 | Encontro Nacional de Cinema e Vídeo dos Sertões               | Melhor Diretor                                | O Grão                             | Venceu    |
| 2009 | Cine Ceará                                                    | Melhor Filme de Curta-metragem                | A Montanha Mágica                  | Venceu    |
| 2009 | Festival do Rio                                               | Melhor Curta-metragem                         | A Montanha Mágica                  | Indicado  |
| 2010 | Festival de Cinema Itinerante da Língua Portuguesa            | Menção Honrosa                                | O Grão                             | Venceu    |
| 2010 | Cine Ceará                                                    | Melhor Filme de Curta-metragem                | O Som do Tempo                     | Venceu    |
| 2011 | Drama International Short Film Festival                       | Melhor Filme                                  | O Som do Tempo                     | Indicado  |
| 2011 | Cine Ceará                                                    | Melhor Filme                                  | Mãe e Filha                        | Venceu    |
| 2011 | Cine Ceará                                                    | Melhor Roteiro                                | Mãe e Filha                        | Venceu    |
| 2011 | Cine Ceará                                                    | Melhor Som                                    | Mãe e Filha                        | Venceu    |
| 2011 | Cine Ceará                                                    | Prêmio da Crítica                             | Mãe e Filha                        | Venceu    |
| 2011 | Cine Ceará                                                    | Melhor Produção com Temática Nordestina       | Mãe e Filha                        | Venceu    |
| 2011 | Festival Internacional de Cinema de Bogotá                    | Melhor Filme                                  | Mãe e Filha                        | Indicado  |
| 2011 | Festival de Cinema e Vídeo de Cuiabá                          | Melhor Filme                                  | Mãe e Filha                        | Indicado  |
| 2011 | Festival de Cinema e Vídeo de Cuiabá                          | Melhor Fotografia                             | Mãe e Filha                        | Venceu    |
| 2011 | Encontro Nacional de Cinema e Vídeo dos Sertões               | Melhor Filme                                  | Mãe e Filha                        | Venceu    |
| 2011 | Encontro Nacional de Cinema e Vídeo dos Sertões               | Melhor Diretor                                | Mãe e Filha                        | Venceu    |
| 2011 | Encontro Nacional de Cinema e Vídeo dos Sertões               | Melhor Fotografia                             | Mãe e Filha                        | Venceu    |
| 2011 | Encontro Nacional de Cinema e Vídeo dos Sertões               | Melhor Montagem                               | Mãe e Filha                        | Venceu    |
| 2011 | Festival do Rio                                               | Melhor Filme                                  | Mãe e Filha                        | Indicado  |
| 2011 | Festival do Rio                                               | Menção Honrosa de Melhor Filme                | Mãe e Filha                        | Venceu    |
| 2011 | Festival do Rio                                               | Melhor Fotografia                             | Mãe e Filha                        | Venceu    |
| 2013 | Prêmio Guarani de Cinema Brasileiro                           | Melhor Diretor                                | Mãe e Filha                        | Indicado  |
| 2013 | Prêmio Guarani de Cinema Brasileiro                           | Melhor Roteiro Original                       | Mãe e Filha                        | Indicado  |
| 2013 | Prêmio Guarani de Cinema Brasileiro                           | Melhor Montagem                               | Mãe e Filha                        | Indicado  |
| 2013 | Prêmio Guarani de Cinema Brasileiro                           | Melhor Som                                    | Mãe e Filha                        | Indicado  |
| 2015 | Festival de Cinema da Fronteira                               | Melhor Filme                                  | Clarisse ou Alguma Coisa Sobre Nós | Indicado  |
| 2015 | Festival do Rio                                               | Melhor Filme - Novos Rumos                    | Clarisse ou Alguma Coisa Sobre Nós | Indicado  |
| 2016 | Cine Ceará                                                    | Melhor Filme                                  | Clarisse ou Alguma Coisa Sobre Nós | Indicado  |
| 2016 | Buenos Aires Rojo Sangre                                      | Melhor Filme                                  | Clarisse ou Alguma Coisa Sobre Nós | Indicado  |
| 2016 | Buenos Aires Rojo Sangre                                      | Melhor Produção (com Bárbara Cariry)          | Clarisse ou Alguma Coisa Sobre Nós | Venceu    |
| 2016 | Cinefantasy - Festival Internacional de Cinema Fantástico     | Melhor Filme                                  | Clarisse ou Alguma Coisa Sobre Nós | Venceu    |
| 2016 | Cinefantasy - Festival Internacional de Cinema Fantástico     | Melhor Diretor                                | Clarisse ou Alguma Coisa Sobre Nós | Venceu    |
| 2016 | Cinefantasy - Festival Internacional de Cinema Fantástico     | Melhor Direção de Fotografia                  | Clarisse ou Alguma Coisa Sobre Nós | Venceu    |
| 2016 | FestCine Maracanau                                            | Melhor Filme                                  | Clarisse ou Alguma Coisa Sobre Nós | Venceu    |
| 2016 | FESTICINI - International Independent Film Festival           | Melhor Filme                                  | Clarisse ou Alguma Coisa Sobre Nós | Venceu    |
| 2016 | Festival de Cinema Fantástico de Porto Alegre                 | Melhor Filme Ibero-americano                  | Clarisse ou Alguma Coisa Sobre Nós | Indicado  |
| 2016 | Festival de cine Latinoamericano Independinte de Bahía Blanca | Melhor Longa-metragem                         | Clarisse ou Alguma Coisa Sobre Nós | Indicado  |
| 2018 | Cine Ceará                                                    | Melhor Filme                                  | O Barco                            | Indicado  |
| 2018 | Cine Ceará                                                    | Melhor Direção de Fotografia                  | O Barco                            | Venceu    |
| 2018 | Cine Ceará                                                    | Melhor Som                                    | O Barco                            | Venceu    |
| 2018 | Cine Ceará                                                    | Prêmio Olhar Universitário                    | O Barco                            | Venceu    |
| 2018 | Cinefantasy - Festival Internacional de Cinema Fantástico     | Melhor Diretor                                | O Barco                            | Venceu    |
| 2018 | Encontro Nacional de Cinema e Vídeo dos Sertões               | Melhor Fotografia                             | O Barco                            | Venceu    |
| 2018 | FESTICINI - International Independent Film Festival           | Melhor Filme                                  | O Barco                            | Venceu    |
| 2018 | Festival Internacional de Cine bajo la Luna                   | Melhor Filme                                  | O Barco                            | Indicado  |
| 2018 | Festival Internacional de Cine bajo la Luna                   | Melhor Cinematografia                         | O Barco                            | Venceu    |
| 2019 | Festival de Cinema Fantástico de Porto Alegre                 | Melhor Filme Competição Internacional         | Clarisse ou Alguma Coisa Sobre Nós | Indicado  |
| 2019 | Festival Curta Brasilia                                       | Melhor Fotografia                             | Marie                              | Venceu    |
| 2019 | Encontro Nacional de Cinema e Vídeo dos Sertões               | Melhor Fotografia                             | Marie                              | Venceu    |
| 2020 | Fest Aruanda do Audiovisual Brasileiro                        | Melhor Montagem (Mostra Sob o Céu Nordestino) | A Jangada de Welles                | Venceu    |
| 2020 | Festival Internacional de Cine Documental de Buenos Aires     | Prêmio Foco Cine (com Firmino Holanda)        | A Jangada de Welles                | Indicado  |
| 2020 | Festival de Cinema Itinerante da Língua Portuguesa            | Melhor Documentário                           | A Jangada de Welles                | Indicado  |
| 2020 | Festival Internacional de Cine bajo la Luna                   | Melhor Filme                                  | A Jangada de Welles                | Indicado  |
| 2020 | Florianópolis Audiovisual Mercosul                            | Melhor Documentário                           | A Jangada de Welles                | Venceu    |
| 2021 | Prêmio Guarani de Cinema Brasileiro                           | Melhor Roteiro Original                       | O Barco                            | Venceu    |
| 2021 | Prêmio Guarani de Cinema Brasileiro                           | Melhor Direção de Fotografia                  | O Barco                            | Indicado  |
| 2021 | Prêmio Guarani de Cinema Brasileiro                           | Melhor Som                                    | O Barco                            | Indicado  |
| 2021 | Cine Ceará                                                    | Melhor Filme                                  | A Praia do Fim do Mundo            | Indicado  |
| 2021 | Cine Ceará                                                    | Melhor Direção de Fotografia                  | A Praia do Fim do Mundo            | Venceu    |
| 2021 | Cine Ceará                                                    | Prêmio da Crítica                             | A Praia do Fim do Mundo            | Venceu    |
| 2021 | Fest Aruanda do Audiovisual Brasileiro                        | Melhor Filme (Mostra Sob o Céu Nordestino)    | A Praia do Fim do Mundo            | Venceu    |
| 2021 | Fest Aruanda do Audiovisual Brasileiro                        | Melhor Diretor                                | A Praia do Fim do Mundo            | Venceu    |
| 2021 | Fest Aruanda do Audiovisual Brasileiro                        | Melhor Montagem                               | A Praia do Fim do Mundo            | Venceu    |
| 2021 | Fest Aruanda do Audiovisual Brasileiro                        | Melhor Direção de Fotografia                  | A Praia do Fim do Mundo            | Venceu    |
| 2021 | Fest Aruanda do Audiovisual Brasileiro                        | Melhor Curta - Júri Popular                   | Foi um Tempo de Poesia             | Venceu    |
| 2021 | Fest Aruanda do Audiovisual Brasileiro                        | Menção Honrosa de Melhor Curta                | Foi um Tempo de Poesia             | Venceu    |
| 2022 | Grande Prêmio do Cinema Brasileiro                            | Melhor Curta-Metragem Documentário            | Foi um Tempo de Poesia             | Indicado  |